# Triade di Hutchinson
La triade di Hutchinson è il classico insieme di manifestazioni tipiche che caratterizza la sifilide congenita. Deve il suo nome allo scopritore, il medico inglese Jonathan Hutchinson. La triade è costituita cheratite interstiziale, sordità neurosensoriale e da una malformazione dentaria a livello degli incisivi (incisivi di Hutchinson) e dei molari (molari moriformi).